# Guido de Nivelet
Guido de Nivelet (en francés: Guy de Nivelet) fue un caballero y cruzado francés, primer barón de Geraki. Provenía de Nivelle, Francia.
Había tomado parte en la Cuarta Cruzada, y es mencionado como compañero de Godofredo de Villehardouin. Cuando en 1210, el príncipe de Acaya, Guillermo de Champlitte dividido el territorio conquistado en feudos, concedió a Nivelet seis feudos en Laconia. Inmediatamente Nivelet construyó un castillo llamado «Geraki» para utilizarlo como residencia y proteger su territorio. Sin embargo, las fuentes modernas mencionan que el castillo fue construido probablemente por su hijo Juan en 1250.